# Commande des robots
 (août 2022).
Si vous disposez d'ouvrages ou d'articles de référence ou si vous connaissez des sites web de qualité traitant du thème abordé ici, merci de compléter l'article en donnant les références utiles à sa vérifiabilité et en les liant à la section « Notes et références ».
La commande des robots est un système qui contribue au mouvement des robots. Elle implique les aspects mécaniques et les systèmes programmables.
En se basant sur le modèle du robot élaboré avec la modélisation des robots, il s'agit de commander électriquement les actionneurs du robot afin d'obtenir le mouvement requis : lui faire rejoindre une position ou lui faire suivre une trajectoire.